# 星亮控股
星亮控股股份公司（英語：Schramm Holding AG，港交所：0955）是一家德國公司，主要業務是以Schramm為品牌生產塗料，公司歷史超過200年。
2009年12月，星亮控股在香港進行公開招股，招股價介乎29至45港元，集資1.45至 2.25億元，公司在12月29日在香港交易所上市，是首家在香港上市的德國企業。
2011年6月30日，荷蘭塗料生產商Akzo Nobel N.V（阿克蘇．諾貝爾股份有限公司）旗下的Salvador提出以每股78.7元全購星亮控股，總代價為15.67億元。
2012年4月2日，星亮控股從香港交易所除牌。

## 外部連結
- 星亮控股公司網站 （页面存档备份，存于）
- 星亮控股招股章程 （页面存档备份，存于）